# Geolycosa incertula
Geolycosa incertula là một loài nhện trong họ Lycosidae.
Loài này thuộc chi Geolycosa. Geolycosa incertula được Cândido Firmino de Mello-Leitão miêu tả năm 1941.